# ЭВАК
ЭВАК — Казахстанская государственная автоматизированная информационная система экстренных вызовов при авариях и катастрофах. Система функционирует с использованием сигналов и данных навигационных спутниковых систем «GPS» и «ГЛОНАСС».
Основной целью создания системы ЭВАК является повышение безопасности грузовых и пассажирских перевозок на дорогах Республики Казахстан. Это достигается путем сокращения времени реагирования на происшествия и чрезвычайные ситуации аварийно-спасательных служб. Система ЭВАК информирует службы экстренного реагирования при чрезвычайных ситуациях в течение 20 секунд, а формирует адрес совершения ДТП в течение 10 секунд.
В случае аварии, необходимая информация о транспортном средстве, включая его точные координаты, автоматически передается в фильтрующий контакт-центр Оператора системы ЭВАК. Диспетчер, связавшись с водителем и получив подтверждение об аварии, организует выезд на место происшествия служб экстренного реагирования (ДЧС, ДПС, Скорая помощь). Время приезда неотложной помощи на место ЧС при работе ЭВАК сокращается на 30 %.
ЭВАК совместима с российской системой экстренного реагирования при авариях «ЭРА-ГЛОНАСС».

## История создания
Решением комиссии Таможенного Союза от 9 декабря 2011 года № 877 Республика Казахстан приняла на себя обязательства по реализации Технического Регламента Таможенного Союза «О безопасности колесных транспортных средств» 018/2011 (ТР ТС).
2013 год
- Министерство транспорта и коммуникаций РК разработало Техническо-экономическое обоснование (ТЭО) на разработку государственной автоматизированной информационной системы экстренного вызова при авариях и катастрофах на базе технологий GPS/ГЛОНАСС,UMTS/GSM
- ТЭО прошло согласование во всех заинтересованных органах, экспертизу в АО «Казахстанский центр государственно-частного партнерства» и получило положительное заключение от 6 мая 2013 года № 16
- Ответственным администратором развития системы ЭВАК назначен Комитет транспорта Министерства инвестиций и развития РК.
- Вышел Приказ Министра по инвестициям и развитию Республики Казахстан от 28 апреля 2015 года № 513 о назначении оператора системы ЭВАК АО «Казахтелеком».

2015 год
С 1 января 2015 года вступили в силу нормы по комплектации транспортных средств устройствами вызова экстренных оперативных служб, согласно технического регламента Таможенного союза «О безопасности колесных транспортных средств» ТР ТС 018/2011 по комплектации транспортных средств устройствами вызова экстренных оперативных служб и началось внедрение системы экстренного вызова оперативных служб при авариях и катастрофах ЭВАК.
В 2015 году работы по проекту не производились.
2016 год
- Министерство инвестиций и развития РК передал в Министерство оборонной и аэрокосмической промышленности РК (МОАП РК) администрирование проекта системы ЭВАК.
- МОАП РК разработал и утвердил техническое задание на внедрение системы экстренного вызова оперативных служб.
- Объявлен конкурс по определению разработчика системы экстренного вызова оперативных служб. Победителем был определен «Институт космической техники и технологий» Аэрокосмического комитета Министерства оборонной и аэрокосмической промышленности.
- В сентябре 2016 года начались работы по проекту ЭВАК. Институтом космической техники и технологий (ИКТТ) разработана базовая часть системы, необходимая для принятия голосовых вызовов с устройств, установленных в автомобиле.
- В рамках интеграции с ЕДДС «112» ИКТТ разместил в 16 ДЧС РК (14 областных центров и 2 города республиканского значения) автоматизированные рабочие места для приема вызовов ЭВАК.
- Разработано программное обеспечение по приему голосовых вызовов с системы экстренного вызова оперативных служб.

2017 год
- С 1 января 2017 года вступили в действие требования Технического регламентом[2] таможенного союза 018/2011 «О безопасности колесных транспортных средств» устанавливающие обязательность оснащения транспортных средств устройствами (системами) вызова экстренных оперативных служб для автомобилей категории M (используемые для перевозки пассажиров) и N (используемые для перевозки грузов).
- Закуплено оборудование для Центра обработки данных (ЦОД) системы ЭВАК.
- Закуплено оборудование для подключения к сотовым операторам (MSC, MGW).
- Закуплено системное лицензионное программное обеспечение для ЦОД;
- Осуществлены монтаж и пусконаладочные работы закупленного оборудования.
- Внесены изменения в Приказ Министра по инвестициям и развитию Республики Казахстан от 28 апреля 2015 года № 513 «Об определении юридического лица, осуществляющего функции оператора системы экстренного вызова при авариях и катастрофах» о назначении оператора системы ЭВАК ДТОО «Институт космической техники и технологий».

2018 год
- Закуплен Домашний регистр абонентов HLR, представляющий базу данных SIM-карт, с маленьким временем на получение запроса.
- Осуществлена интеграция со службами 102, 103.
- Осуществлена интеграция с российским оператором системы экстренного реагирования при авариях «ЭРА-ГЛОНАСС».
- Декабрь 2018 г. — передача системы ЭВАК в промышленную эксплуатацию.

2019 год
- 1 января 2019 г. система ЭВАК запущена в промышленную эксплуатацию.

## Принцип действия
ЭВАК работает в двух режимах: ручном и автоматическом. В автоматическом режиме система срабатывает в момент аварии, если удар был очень сильным. В ручном режиме связь с оператором центра осуществляется при нажатии кнопки «SOS», установленной в автомобиле. Сообщение о ДТП с координатами местонахождения транспортного средства и данными об автомобиле передается в фильтрующий контакт-центр ЭВАК. Оператор контакт-центра имеет возможность общаться с пострадавшими при помощи акустического блока, который установлен в автомобиле и выяснить вопросы, которые помогут при оказании помощи.
Система ЭВАК имеет несколько важных особенностей, обеспечивающих ее эффективную работу. В отличие от мобильных телефонов, которые зарегистрированы в сети одного из операторов, ЭВАК работает со всеми сотовыми операторами. Для передачи информации о чрезвычайной ситуации устройство автоматически выбирает сеть сотового оператора с наиболее высоким уровнем сигнала в данной местности. Передаваемому в оперативные службы спасения трафику ЭВАК присваивается приоритетный статус, что позволяет доставить пакет данных с места ЧС, даже в условиях значительной перегрузки сетей передачи данных сотового оператора. В случае, если сеть загружена большим количеством телефонных звонков, то для передачи информации телефонные звонки других абонентов могут отключаться. Такая мера позволяет гарантированно доставить сигнал бедствия до оператора системы ЭВАК. Стоит отметить, что программное обеспечение и оборудование системы ЭВАК обладают возможностью быстрой обработки множества одновременно принимаемых вызовов.
С 2015 года автопроизводители комплектуют системы экстренного вызова SIM-картой российского оператора «ЭРА-ГЛОНАСС». Установленная на заводе-изготовителе, а отсутствие в автомобиле работающей кнопки «SOS» расценивается как административное нарушение, согласно ст.590 «Кодекса РК об административных правонарушениях» () и на водителя будет наложен штраф в размере 5 МРП.
На территории Казахстана вызовы с российских SIM-карт осуществляются в роуминге. Для снижения нагрузки на бюджет и минимизации стоимости экстренных вызовов в МОАП РК, МВД РК совместно с оператором «ЭВАК» обсуждался вопрос о запрете первичной регистрации автомобилей с SIM-картой российского оператора «ЭРА-ГЛОНАСС». В результате проведённой работы принято решение о том, что автомобилям с российской SIM-картой для бесперебойной работы на территории РК достаточно будет пройти процедуру активации в системе «ЭВАК».

### Технические требования
В соответствии с Техническим регламентом Таможенного союза «О безопасности
колесных транспортных средств» (изменения приняты 30 января 2013 года) были установлены сроки оснащения соответствующих категорий транспортных средств
автомобильными терминалами «ЭРА-ГЛОНАСС»:
- с 1 января 2015 года — транспортные средства, впервые проходящие процедуру одобрения типа на соответствие требованиям технического регламента;
- с 1 января 2016 года — транспортные средства, используемые для коммерческой перевозки пассажиров и перевозки опасных грузов, твердых бытовых отходов и мусора (мусоровозы), выпускаемые в обращение на территории стран Таможенного союза;
- с 1 января 2017 года — все транспортные средства, выпускаемые в обращение на территории стран Таможенного союза.

## Оператор ГАИС "ЭВАК"
Оператором системы ЭВАК в Казахстане является ДТОО "Институт космической техники и технологий" Аэрокосмического комитета Министерства оборонной и аэрокосмической промышленности.
Оператор системы экстренного вызова осуществляет следующие функции():
1. Эксплуатацию системы экстренного вызова;
2. Организацию и обеспечение функционирования системы экстренного вызова;
3. Системно-техническое обслуживание аппаратно-программного комплекса системы экстренного вызова;
4. Обеспечение защиты информации в системе экстренного вызова;
5. Обеспечение интеграции системы экстренного вызова с государственными информационными системами, а также с информационными системами иностранных государств аналогичного назначения;
6. Регистрацию и учет устройств вызова экстренных оперативных служб в системе экстренного вызова;
7. Выпуск карт идентификации абонентов.

## Зарубежные аналоги

### Европа
eCall — это европейский проект интегрированной автомобильной системы, предназначенной для оперативного информирования экстренных служб о дорожно-транспортных происшествиях.

### Россия
ЭРА-ГЛОНАСС — российская государственная система экстренного реагирования при авариях. «ЭРА ГЛОНАСС»